# Celestino Aós Braco
Celestino Aós Braco OFMCap (Artaiz, 6. travnja 1945.) španjolski je prelat Katoličke Crkve koji je od 2019. do 2023. služio kao metropolitski nadbiskup Santiago de Chile, nakon što je ondje bio apostolski upravitelj devet mjeseci. Prethodno je bio biskup Copiapoa u Čileu od 2014. do 2019. godine. Proglašen je kardinalom 2020. godine.
Papa Franjo je 25. listopada 2020. najavio da će ga imenovati kardinalom na konzistoriju zakazanom za 28. studenog 2020. godine. Na tom konzistoriju papa Franjo ga je proglasio kardinalom-svećenikom crkve Santi Nereo e Achilleo. Dana 16. prosinca imenovan je članom Papinskog povjerenstva za Latinsku Ameriku.